# Államtitkár
Az államtitkár magas rangú állami vezető. Feladat- és hatásköre országonként és koronként változhat. Magyarországon a miniszternél alacsonyabb rangú. Az Amerikai Egyesült Államokban viszont államtitkárnak (secretary of state) hívják a nemzetközileg általában külügyminiszternek nevezett kormányzati posztot.

## Története Magyarországon

### A Pallas nagy lexikonában
"Államtitkár: a miniszter első segédje, bizalmas tanácsosa, helyettesítője úgy a politikai vezetés, mint az illető ressortbeli közigazgatás intézése tekintetében. Állása bizalmi természetű, aminek következménye, hogy a miniszter politikájának részese gyanánt tekintetik és annak politikai felelősségét osztja, azzal együtt bukik. Valóságos Á.-a rendszerint minden miniszternek egy van, de törvényes korlátozásba nem ütközik több ily állás rendszeresítése, amennyiben a minisztérium belszervezetet az illető miniszter állapítja meg, ő felsége jóváhagyása mellett. Jelenleg az igazság ügyminiszter mellett működik két valóságos Á. Az Á. elnevezés egyébként nem mindenütt ilyen jelentőségű; így p. a német birodalomban egyes igazgatási ágak főnökei közvetlenül a birodalmi kancellár alá vannak rendelve, Angliában a felelős minisztérium hat tagja, tehát hat miniszter, viseli az Á. nevet, míg al-A.-nak az egyes miniszteri ügyosztályok főnökeit nevezik."

### Az Uj idők lexikonában
„Államtitkár, az egyes minisztériumokban a miniszter után következő legmagasabb rangú tisztviselő. Egy minisztériumban egy v. két Á. szokott lenni, akik közül egy lehet politikai Á. (1. o.); a nem politikai Á.-t adminisztratív Á.-nak (1. o.) is nevezik. Az Á.-ok a III. fizetési osztályba és a rendes köztisztviselői felelősség alá tartoznak. Az Á. a miniszter első helyettese, azonban csak a miniszter felhatalmazása alapján járhat el helyette és a helyettesítés az ellenjegyzésre és felelősségre nem vonatkozik. Az Á.-nak saját hatásköre nincs. Az államfő a miniszter előterjesztésére nevezi ki.”

### A 21. században
- 2006-ig a Magyar Köztársaság központi közigazgatásában a minisztériumok legfőbb tisztségviselői, a miniszter helyettesei voltak. A politikai államtitkár kinevezése, megbízatása politikai természetű volt, míg a közigazgatási államtitkár az apparátus szakmai vezetője.
- 2006 és 2010 között a politikai és a közigazgatási államtitkári funkciót összevonták, egységes államtitkári kar létezett.
- 2010-ben a második Orbán-kormány alatt a közigazgatási államtitkár visszakerült a minisztériumok struktúrájába, a politikai államtitkárok megnevezéséből viszont kikerült a politikai szó, így a miniszter helyettesei jelenleg az államtitkárok.
- A 2010-ben létrehozott államigazgatási struktúrában az államtitkár a miniszter teljes jogkörű helyettese, akinek munkáját a miniszter irányítja. A minisztériumok számának radikális csökkentésével egy miniszter irányítása alá több szakterület került, így például az oktatásért, a sportért és az egészségügyért egy miniszter felel, ezért az államtitkároknak fontos szerepük van egy-egy szakterület irányításában.[3]
- Ma Magyarországon az államtitkárok 3 kategóriába sorolhatóak. A szakterületért felelős államtitkárok és a parlamenti államtitkárok politikai jellegű vezetők. A közigazgatási államtitkár a minisztérium hivatali szervezetének szakmai vezetője, míg a parlamenti államtitkár feladata a törvényhozással való kapcsolattartás.[4]
- 2010 és 2016 között, miközben a minisztériumok, és így miniszterek száma jelentősen csökkent, ezzel párhuzamosan megnégyszereződött az államtitkárok száma. A Nemzetgazdasági Minisztérium vezetőinek (miniszter, államtitkárok, helyettes államtitkárok) létszáma például hét főről 23-ra nőtt.[5][6]